# 1875 en Belgique
Chronologie de la Belgique
- 1871
- 1872
- 1873
- 1874
- 1875
- 1876
- 1877
- 1878
- 1879

Cette page recense des événements qui se sont produits durant l'année 1875 en Belgique.

## Culture

### Architecture

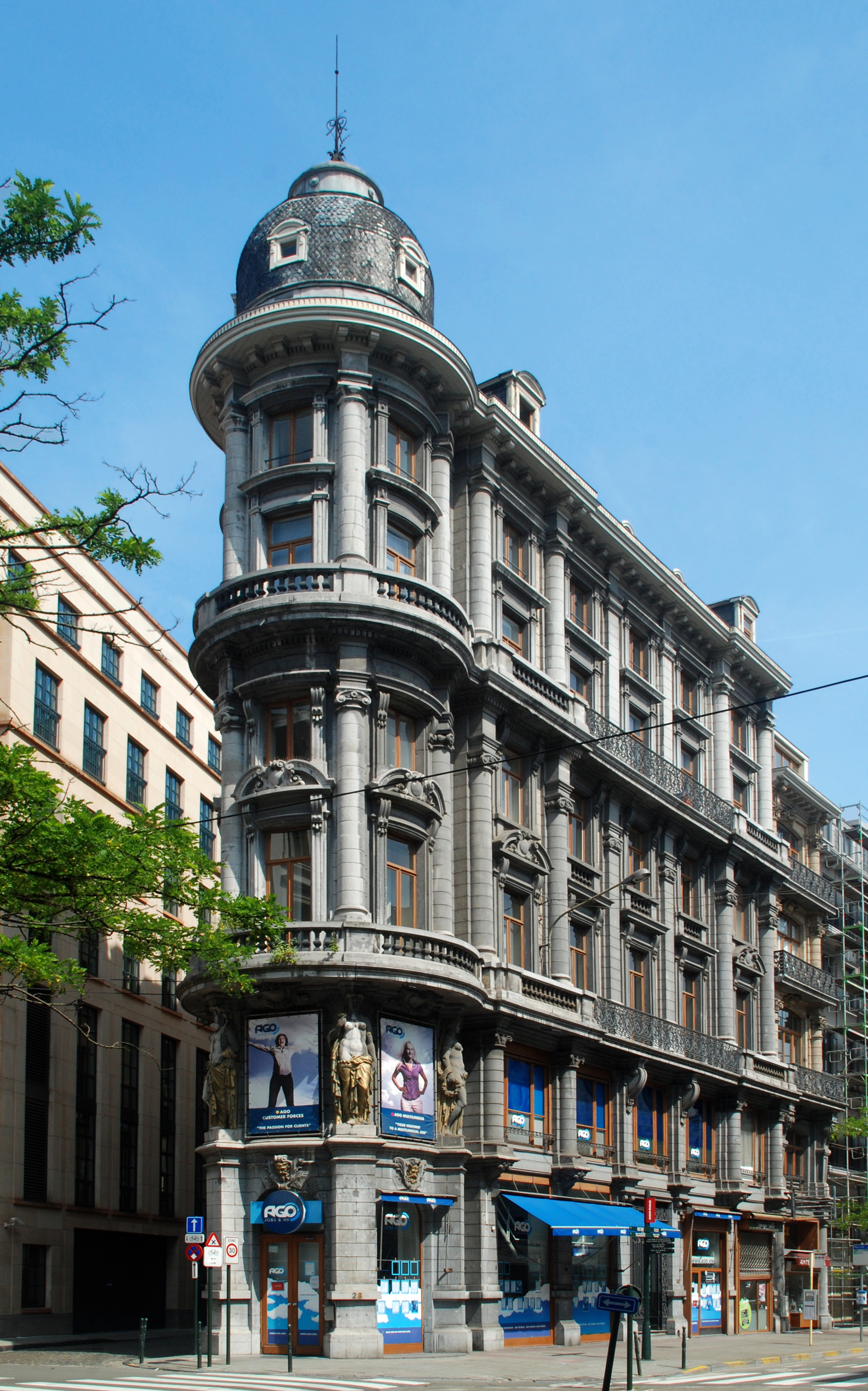
Immeuble « Le Printemps » à Bruxelles (style éclectique, Adolphe Vanderheggen)
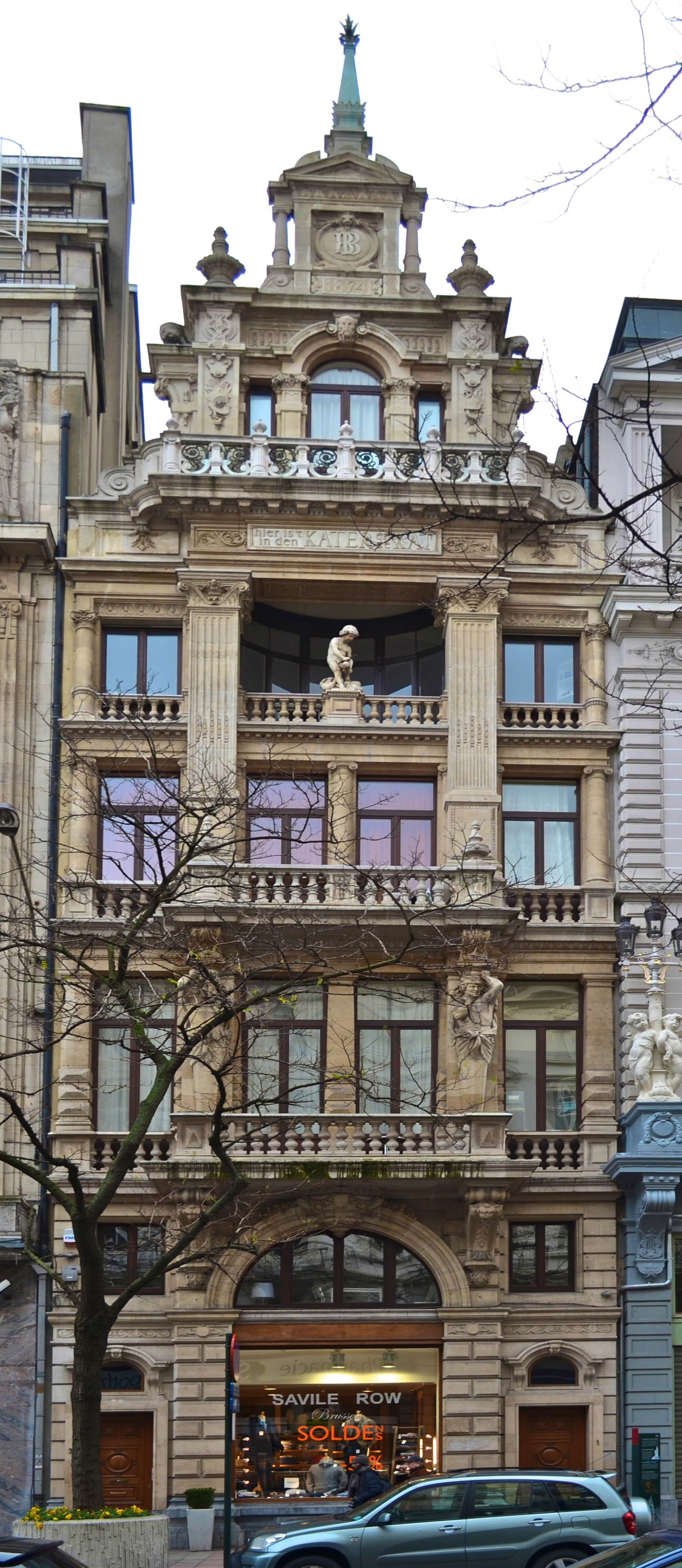
Maison des Chats à Bruxelles (Néorenaissance flamande, Henri Beyaert)

### Arts
- 23 août - 15 novembre : ouverture du Salon de Bruxelles de 1875[1].

#### Peinture

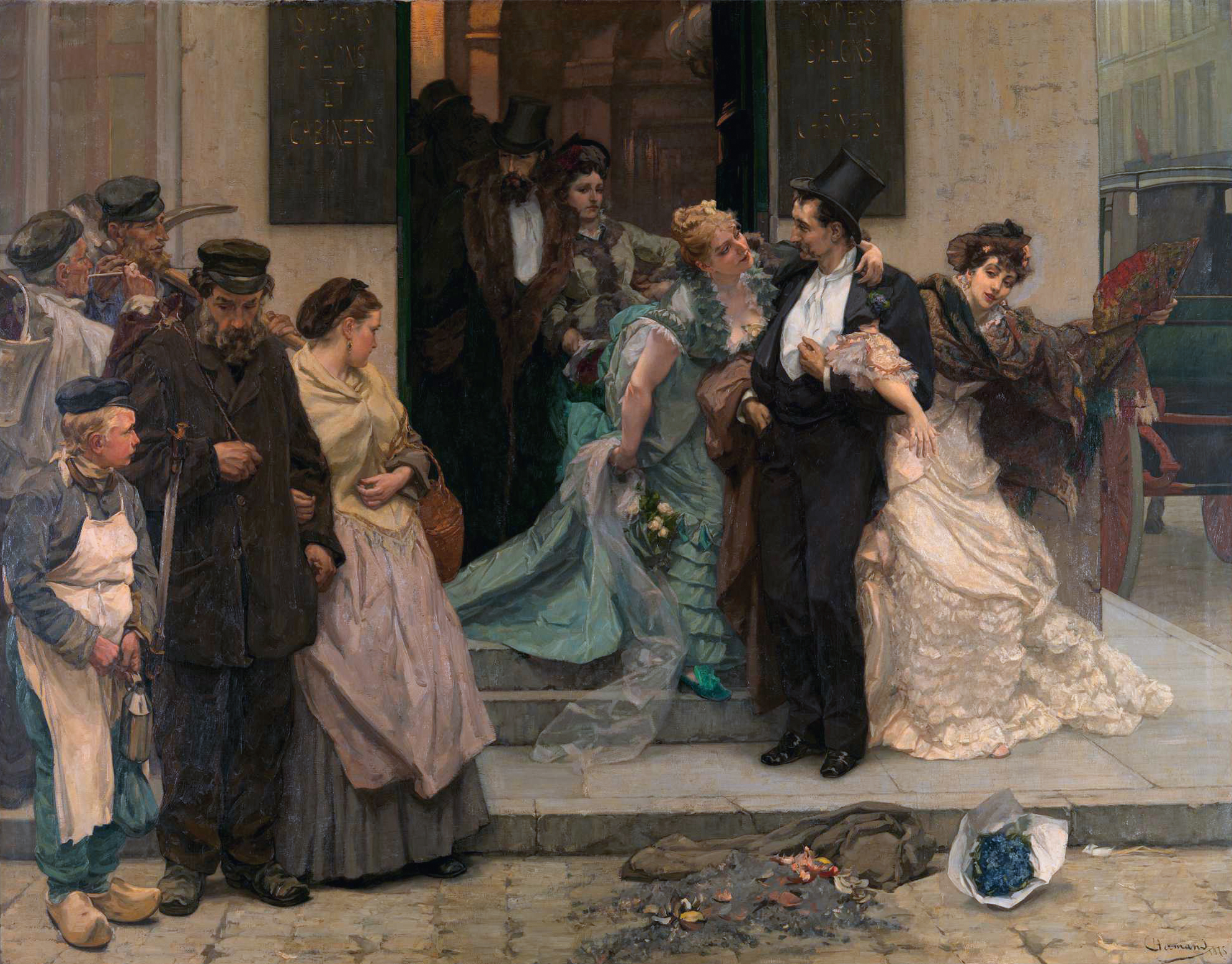
À l'Aube (Charles Hermans).
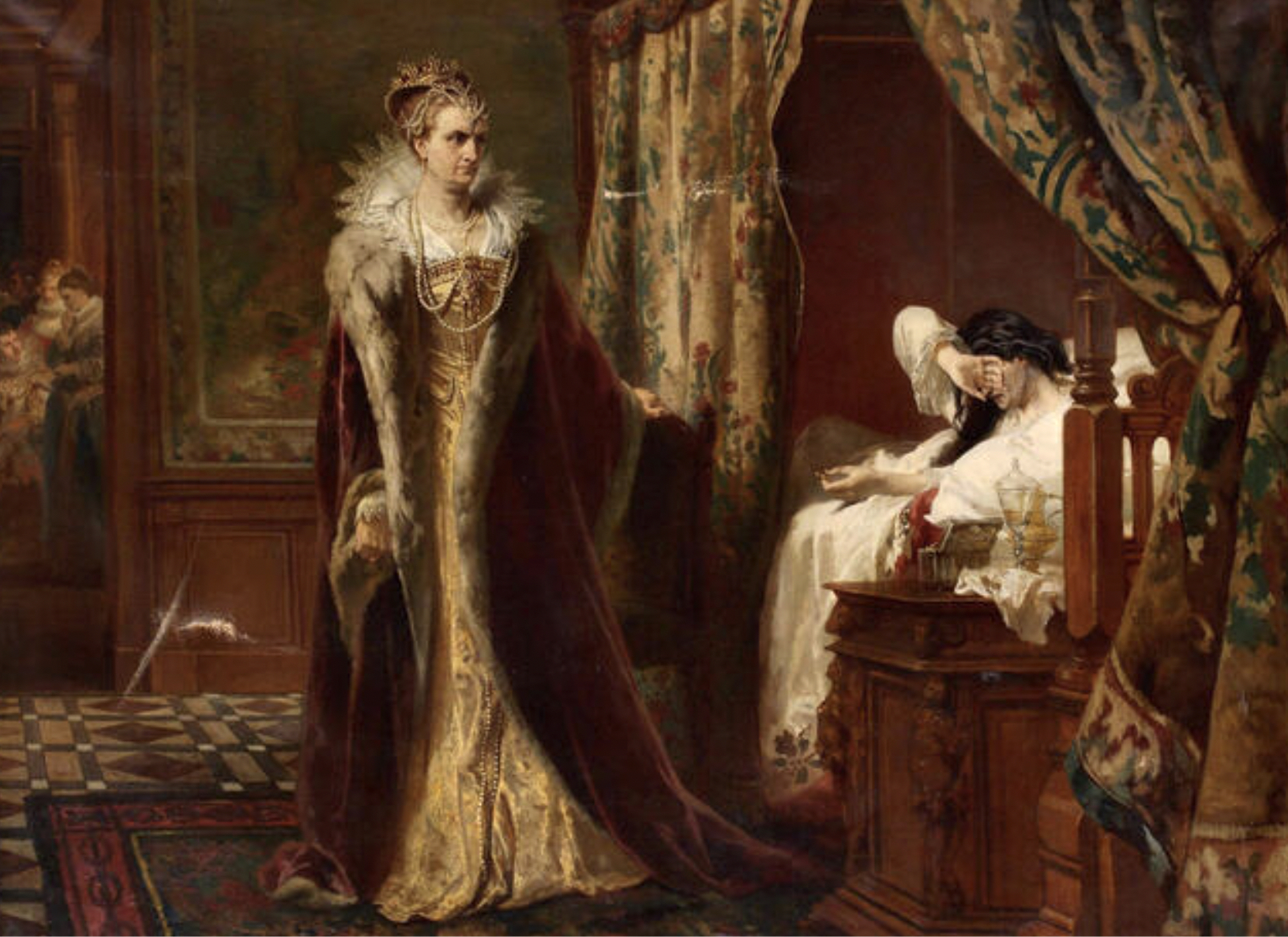
Lady Nottingham et Élisabeth (Charles Soubre)